# Титов, Юрий Иванович
Юрий Иванович Титов (род. 1940; укр. Титов Юрій Іванович) — политик, чиновник, учёный. Первый председатель Харьковского областного совета нового созыва.

## Биография

### Избрание председателя Харьковского областного совета
В 1990 году Юрий Иванович Титов работал научным сотрудником Харьковского физико-технического института АН УССР.
В то же время он был представителем демократической платформы в КПСС.
17 апреля 1990 года происходило избрание председателя Харьковского областного совета, на которое было выставлено 7 кандидатур.
Для участия в тайном голосовании пригласили 185 депутатов.
В результате голосования:
- 1-е место занял Титов Ю. И. (100 голосов)[3][1].
- 2-е Масельский А. С. (92 голоса)[3][1].
- 3-е Скидан Н. Н. (68 голосов)[3][1].
- 4-е Щербина В. А. (58 голосов)[3][1].
- 5-е Приймак А. И. (42 голоса)[3][1].
- 6-е Синявский В. В. (35 голосов)[3][1].
- 7-е Яншина М. П. (17 голосов)[3][1].

### Председатель Харьковского областного совета
Многие удивились такому исходу голосования, так как ожидали победы Масельского, однако решили попробовать нового человека в деле.
У Титова не было опыта управления и качество его работы не устроило депутатов уже в первые месяцы, так как, по их мнению, основные проблемы повесток не решались.
Вскоре — 21 января 1991 года из-за давления обстоятельств Юрий Титов подал в отставку, и на его место поставили Александра Степановича Масельского.
С этой кандидатурой согласились 119 народных избранников, при 34 выступивших против.
Местный журналист В. Ясинский высказал следующее мнение о работе Титова:
Титов выглядел не капитаном на корабле, а лоцманом, отойдя в сторону и не вмешиваясь в работу исполнительных органов (возглавляемых А. С. Масельским). Будучи учёным, он не смог вникнуть во все тонкости управления областью.